# クワバタオハラ
クワバタオハラ（KUWABATA OHARA）は、ホリプロコム所属の女性お笑いコンビ。お笑いジェンヌの一員。2000年結成。略称は、クワオハ。

## メンバー
くわばたりえ（1976年3月24日 - ）
大阪府大阪市淀川区出身。大阪市立淀商業高校卒業。大阪NSC13期生。ボケ担当。2009年に一般人男性と結婚。三児の母親（二男一女）。
小原 正子（おはら まさこ、1975年10月23日 - ）
兵庫県神戸市東灘区出身。日本大学藝術学部演劇学科卒業。ツッコミ担当。2014年に元プロ野球選手のマック鈴木と結婚。2015年3月に第一子となる長男が誕生。

## コンビとしての概略と略歴
2人とも関西出身で、くわばたは高校卒業後大阪NSCに通い（13期生）、芸人を目指す。当時は現在とは別コンビ（名前は『テディベア』といった）でツッコミを担当。またNSCの同期には次長課長やブラックマヨネーズ、徳井義実（チュートリアル）などがおり、スピードワゴンの2人（名古屋NSC2期生）も同年代に当たる。小原はリポーターを目指してホリプロへ入り、当時そこで授業の一つでおこなわれたネタ作りから現在とは別のコンビを結成。現在とは違い当時はボケ担当だった。大阪吉本を辞め、ピン芸人としてホリプロへ来たくわばたに小原が猛烈な誘いをかけてコンビを結成した。芸歴はくわばたの方が長いため、基本的に小原はくわばたの事を『くわばたさん』と呼び、くわばたは小原の呼び方を状況次第でさん付けしたり呼び捨てにしたりと変えている。
コンビ名については、占い師に相談したところ「18画が良い」と言われたとのこと。しかし実際には、その占い師に25万円で命名を依頼したにもかかわらず、くわばた・小原とも占い師が決めた数々のコンビ名に納得しなかった。その後、ホリプロの関係者から「本名で売れることが先決」とのアドバイスを受けたため、本名の苗字をカタカナにして並べたところ偶然にも18画になることが判明。こうして今のコンビ名に落ち着いた。
ちなみにコンビ名が決まるまでは、くわばたがツッコミ役・小原がボケ役であった。しかし、決定を機に、くわばたの希望で役どころを入れ替えたことから現在に至っている。番組では、小原がボケに回り、くわばたがツッコむことがしばしばある。よって、ボケ・ツッコミが基本的にははっきりしないコンビである。
今でも仕事が終われば2人で喫茶店に行くなど、非常にコンビの仲が良い。雑誌『an・an』では仲良しコンビとして取材を受け、お互いに今も仕事のパートナーでありながら友達だと語っている。小原の挙式では、くわばたの実父が父親代わりを務めた。
持ちネタは主に漫才で、テレビ上はくわばたが何かの拍子に有名俳優との妄想に浸り、それを小原が突っ込む（時として飛び蹴りなどもある）というタイプのネタが中心。一方、ライブ活動においては客が静まりかえる程の下ネタを連発すると言われていたが、最近のライブでは影を潜める傾向にある。主な定番の台詞には、「がんばりま〜ちゅ」（くわばた）「ウェッ!」（小原）というあいさつや、くわばたの「おっちょこちょい、ブッ!」「はい、女子集合〜!」など。「女子集合〜!」の台詞については、その後変わって小原が言うことが多くなっている。
2005年の『エンタの神様』（日本テレビ）での騒動 （後述） で、普通のネタがあまり知られていない状況だったが、2007年の『初詣!爆笑ヒットパレード』（フジテレビ）で珍しく普通の漫才を披露。司会の笑福亭鶴瓶と爆笑問題から「漫才面白い。上手い」と、なかなかの高評価を得た。
メディアではバラエティタレントとしての印象は強いが、現在も舞台では隔月のネタライブやトークライブに加え、毎年漫才とコントのみの単独ライブ「バンザイ寄席」を行い、精力的にネタを作りながら、メディアとは別で舞台活動も並行して続けている。
- 2000年1月、コンビ結成
- 2000年3月、ホリプロお笑いライブにてデビュー
- 2000年3月から2002年3月の2年間、2人は同居していた。
- 2000年10月、小原がオーディションに合格し『伊集院光 日曜日の秘密基地』（TBSラジオ）のアシスタントとなり、収録に着いてきたくわばたも初回から毎週出演することになる。
- 2001年4月29日、『伊集院光 日曜日の秘密基地』の「女の戦いスペシャル アシスタント争奪七番勝負」で勝利したくわばたがアシスタントを初経験。
- 2002年に『世界痛快伝説!!運命のダダダダーン!』（ABCテレビ）、『ウィーケストリンク☆一人勝ちの法則』（フジテレビ）で前説をやっていた。
- 2003年-2004年、M-1グランプリ準決勝進出。第1回からラストイヤーとなる2009年まで毎年出場しているが、この2年以外は全て3回戦止まりだった。
- 2003年5月、小原のポリープ疑惑（病気療養として番組を休んだが、同時期にニッポン放送『ゴッドアフタヌーン アッコのいいかげんに1000回』の中継先で営業をしていた事が聴取者により発覚）をきっかけに『伊集院光 日曜日の秘密基地』のアシスタントを降板、以降は番組内のコーナーを担当する準レギュラーとなる。
- 2005年7月、ラジオ番組をきっかけに有名ミュージシャンと飲み友達になる。
- 2005年9月10日、『エンタの神様』に初出演。かつてカンニングが同番組でやっていたパフォーマンスに近い事をやる（後述）。
  - 2005年11月26日の放送で、この事件に対しての謝罪をカンニング竹山が褒め称えた。

近年は体を張ったくわばたのパフォーマンスと雑学や大食いの技能を生かした小原としてキャラクターを確立し、先人のオセロや北陽と同じくテレビ、ラジオ、雑誌などのメディアを問わず個人での露出が高まりつつある。くわばたは3児の母として、子育ての傍ら、育児関係の雑誌などにも出演している。

## コンビのエピソード
- 和田アキ子の誕生日に呼ばれた際に、ゲーム大会で優勝した。
- 抜かれていると思う女芸人について、小原は大島美幸（森三中）、くわばたはハリセンボンと答えている。ちなみに、くわばたが思うハリセンボンが売れている理由は「顔がブサイクだから」。小原が思うハリセンボンが売れている理由は「面白いから」。
- 眼鏡と細身の容姿からか、出先でハリセンボンに間違えられやすい（以前は北陽にたびたび間違えられていた）。
- イベントの出番でハリセンボンと一緒に出た際に、自分たちとハリセンボンに対して客が同じように「可愛いー」と声援をされ、くわばたはショックを受けたと『おじょママ!P』（関西テレビ）で語る。くわばた曰くハリセンボンとは見た目で一緒にされたくないとのこと（ただし相方である小原は、ルックス的にハリセンボンもクワバタオハラも似たようなものだと思っている）。
- 永野の持ちネタに「クワバタオハラがおったら、そこは大阪や。」というものがある[1]。

## エンタの神様事件
ここでは2005年9月10日に『エンタの神様』（日本テレビ）に初出演した際に起きた騒動について述べる。

### 概要
くわばたが「おっぱいとまんこ出します!!」などと暴れ回り、小原が蹴りや絶叫でくわばたを制止しつつ視聴者や関係者に泣きながら謝るといった事態が発生し、この放送を見た視聴者から多数の抗議やクレームを受けることとなった。

### 経過
はじめくわばたは「カンニング竹山はウンコするとか言いながら実際はしてないですよね。私は本当に（胸を）出しますよ！」と言いながら、上着を脱ごうとしていた。最終的には小原の制止もあり見せることはなかったが、ブラジャーの一部が露出していた。
その後小原は、露出を諦めたくわばたに対して蹴りや悲鳴にも似た怒号で怒りをあらわにし、そのまま退場した。
それらの竹山的パフォーマンスは本来のクワバタオハラの持ちネタではなく、せいぜい下品な下ネタを言ったりする程度であった。そして、この放送を見た視聴者から電話による抗議が日テレに殺到したほか、クワバタオハラの公式ホームページの掲示板が荒らされ、パンクする事態に陥った。
2005年10月29日の同番組にて、上記の行為に対する多数の苦情があったことを認め、謝罪。ただし、その苦情の中には「カンニングの真似をするな」といったものが多数であった。ただしくわばたは「カンニングとだけは一緒にされたくない、むしろ私たちのほうが先だ」と主張し、「本当に謝っているのか?」的な前フリをした上で、ウィッグを取り坊主頭を披露、これが自分の謝罪の気持ちであるとした。これに対しては客席から拍手を受け、また2005年11月26日の放送で、カンニング竹山から称賛されるなど、謝罪は概ね受け入れられたようではある。また、この時の小原の驚愕の表情から、坊主にした事は相方に一切話していなかったようである。

## 賞レース
- 2001年 M-1グランプリ 3回戦進出
- 2002年 M-1グランプリ 3回戦進出
- 2003年 M-1グランプリ 準決勝進出
- 2004年 M-1グランプリ 準決勝進出
- 2005年 M-1グランプリ 3回戦進出
- 2006年 M-1グランプリ 3回戦進出
- 2007年 M-1グランプリ 3回戦進出
- 2008年 M-1グランプリ 3回戦進出
- 2009年 M-1グランプリ 3回戦進出

## 現在のレギュラー・準レギュラー番組
単独での出演番組についてはくわばたりえ、小原正子をそれぞれ参照。

## 単発出演、不定期出演
- 爆笑オンエアバトル（NHK総合テレビ）戦績0勝6敗 最高389KB
  - 通算0勝の芸人の中では3番目に敗戦が多い芸人である（「ダブルコセガレ」、「爆烈Q」も経験）
  - 初挑戦から2回連続で100KB台[2]とかなり苦戦しており、6回目（2003年11月28日放送回）の出場で上記のように自己最高KBを獲得するも惜しくも6位オフエア[3]であった。
  - くわばたはピン芸人時代にも出場経験があり3回出場するも全てオフエアとなった為、ピンとコンビ合わせて9回オフエアとなり個人ではこんらんチョップ[4] を抜いて通算0勝の芸人の中では最多敗戦である。
- めちゃ×2イケてるッ!（フジテレビ系）
- 未来創造堂（日本テレビ系）
- 堂本剛の正直しんどい（テレビ朝日系）
- オールスター感謝祭（TBS系）
- ジャンプ!○○中（フジテレビ系）
- ロンドンハーツ（テレビ朝日系） - オトコ検定他
- 爆笑問題の日曜サンデー（TBSラジオ） - 2008年5月18日以降不定期的にアシスタントなどで出演中。
- お笑い芸人歌がうまい王座決定戦スペシャル（フジテレビ系）
- 史上最強のメガヒットカラオケBEST100 完璧に歌って1000万円!!（テレビ朝日系）
- タモリのジャポニカロゴス（フジテレビ系）
- 新春ゴールデンピンクカーペット（フジテレビ系）キャッチコピーは「女芸人サバイバー」
- 土曜はダメよ!（読売テレビ系）
- 謎缶（NHK）
- 世界バリバリ★バリュー（TBS系）
- 上泉雄一のええなぁ!（MBSラジオ） - 金曜、不定期
- じょしばん（テレビ朝日系、第一回2008年1月8日、第二回2008年2月3日） - 不定期
- 爆笑レッドカーペット（フジテレビ系） - キャッチコピーは「女芸人 R35」
- お笑い Dynamite!（TBS系） - キャッチコピーは「三十路突破!彼氏募集中」
- 恐怖のアポなし訪問者 和田アキ子の今晩マジで泊まるぞコノヤロー!（TBS）
- 草野☆キッド（テレビ朝日系）
- 月刊とれたてマイビデオ（NHK）
- 生誕100年記念 松本清張ドラマスペシャル・書道教授（日本テレビ系）

## 過去のレギュラー・準レギュラー番組
- 伊集院光 日曜日の秘密基地（2000年10月 - 2003年5月、TBSラジオ）
- F2スマイル（2005年6月 - 、フジテレビ）「笑う!通販」金曜日→水曜日担当
- エンタの神様（日本テレビ、常連出演者）キャッチコピーは「逆走のレッドゾーン」→「波乱のレッドゾーン」
- Goro's Bar（2004年10月 - 2009年3月、TBS系） - レギュラー
- 家計診断 おすすめ悠々ライフ（ - 2009年3月、NHK総合） - 準レギュラー
- 2時っチャオ!（TBS系） - レギュラー
- おネエ★MANS（日本テレビ系） - レギュラー
- 魔女たちの22時（日本テレビ系） - 準レギュラー
- たかじん胸いっぱい(関西テレビ） - 準レギュラー
- ぷれサタ!（東海テレビ）
- キキミミ!（2011年4月7日 - 9月30日、関西テレビ） - 木・金レギュラー、隔週交替でくわばた・小原のどちらかが出演
- おもいッきりDON!（2009年4月1日 - 9月30日、日本テレビ） - 水曜レギュラー
- おもいッきりPON!（2009年10月8日 - 2010年3月25日、日本テレビ） - 木曜レギュラー
- トコトンハテナ（2005年1月9日 - 2012年3月25日、テレビ東京系） - レギュラー
- ハピくるっ!（2011年10月 - 2015年3月27日、関西テレビ） - 金曜レギュラー。『キキミミ!』の後番組だが、くわばた・小原とも毎週出演
- PON!（2014年4月 - 2017年3月、日本テレビ） - 「PON!PON!ポシュレ」コーナーに遼河はるひと共に出演
- クワバタオハラのゆかいな更年期（2021年10月7日 - 2022年3月19日、LaLa TV） - 冠番組